# B.O.F.E. de Elite
B.O.F.E. de Elite foi um quadro do programa humorístico brasileiro Show do Tom, da Rede Record, exibido desde 4 de novembro de 2007. Ele satiriza os policiais do Batalhão de Operações Policiais Especiais (BOPE) da Polícia Militar do estado do Rio de Janeiro e o filme Tropa de Elite. É o quadro de maior audiência do Show do Tom tendo, inclusive, alcançado diversas vezes a liderança no Ibope fazendo frente até à Rede Globo.
Assim como o filme Tropa de Elite que até mesmo obteve alta vendagem em DVDs piratas, o quadro B.O.F.E. de Elite também é vendido por ambulantes na forma de DVDs por um valor que chega até a R$ 3,00. Fato esse satirizado em um dos episódios.

## História
No quadro os "aspirantes" passam pelo treinamento oficial para tornarem-se "Bofes de Elite" regidos pelo Capitão Monumento que satiriza o polêmico Capitão Nascimento do filme. Vestindo roupa preta característica do BOPE e calçando botas cor-de-rosa (segundo o soldado Domicio Lech / 011 (Tom Cavalcante), "o uniforme negro representa a força dos Panteras Negras, e as botas cor-de-rosa representam a sensibilidade da Pantera Cor-de-Rosa"), cantam músicas também parodiadas do filme e cumprem missões definidas pelo Capitão como, por exemplo, fazer a segurança de um show de Fábio Jr., por quem são apaixonados e agem com tietismo, como mostrado no programa de 2 de dezembro de 2007. Vez ou outra surgem novas músicas, sendo que um hino oficial é cantado em todos os programas.
Quanto ao símbolo dos Bofes de Elite, é uma modificação do logotipo oficial do BOPE onde, em vez de duas armas atrás e uma faca atravessando a cabeça de um crânio, exibe apenas as duas armas e uma rosa vermelha na boca do crânio.

## Elenco
- Alexandre Frota - Capitão Monumento
- Tom Cavalcante - Domicio Lech / 011
- Tiririca - 08
- Natiel Belarmino - Cabo Pequeno (Texugo) / 01
- Amin Khader - Baunilha / 024
- Márcio Fagundes - Manguaça / 022
- Robson Bailarino - Irene / 171
- David Cardoso Jr. - 069
- Pedro Manso - 060
- Matias - 014
- Natiel Lima - 02
- Fefe Tam - 01969

## Participações especiais
- Raul Gazolla - Coronel Bicudo
- KLB
  - 101 - Kiko
  - 102 - Leandro
  - 103 - Bruno
- Fábio Jr.
- Bruno & Marrone
- Taiguara (ex-participante da Casa dos Artistas).
- Kléber Bambam (ex-participante do primeiro Big Brother Brasil em 2002).
- Felipe Folgosi
- Paulo Henrique Amorim
- Shaolin